# Widayat
Widayat (né le 9 mars 1919 dans le centre de Java, et mort en 2002) est l'un des artistes peintres les plus connus d'Indonésie. Il est considéré comme l'un des peintres javanais les plus influents du XXe siècle. Il n'est pas aussi connu qu'Affandi et Hendra Gunawan ; cependant, il a formé ou inspiré des élèves qui sont aujourd'hui des artistes contemporains reconnus. Il a été surnommé localement le « Picasso indonésien ».

## Biographie
Widayat est né à Kutoarjo (id), dans le centre de Java, le 9 mars 1919. Il est décédé à l'âge de 83 ans, le 22 juin 2002. Sa mère était fabricante de batik. 

## Musée privé
Il a vécu à Magelang à la fin de sa vie. Widayat y a fondé son musée personnel en 1994 à Mungkid (id).
Le musée, qui expose son travail, se compose de deux galeries aux noms de ses deux épouses.  Son emplacement est proche du temple de Borobudur. 
Parmi les œuvres de Widayat, sont exposées notamment :
- Abstraction décorative
- Poulet
- Oiseaux sur Pulau Dua
- Dialogue avec les oiseaux
- Deux touristes assistent à un spectacle équestre
- Poisson
- Paradis
- Le mont Merapi entre en éruption